# 에밀리 창
에밀리 창(Emily Chang, 1980년 8월 3일 ~ )은 미국의 배우, 각본가, 영화 감독, 영화 프로듀서, 텔레비전 배우, 영화배우이다.
배턴루지에서 태어났다.

## 영화
- 파러슈트 걸즈 (2015년)
- 그래스 (2015년)
- 썸원 아이 유즈드 투 노 (2012년)
- 마우스브리더 (2012년) - 플로렌스 역
- 토탈 리콜 (2012년) - 뉴스캐스터 역
- 콜린 하트 케이 (2010년)